# Chiesa di Santa Rosalia (Favara)
La chiesa di Santa Rosalia, detta anche chiesa del Purgatorio, è un edificio religioso di Favara.

## Storia
Fu edificata nel 1625 ed è chiamata anche del Purgatorio per una confraternita fondata il 6 luglio 1627 e dedicata alle anime purganti. La Vergine palermitana fu eletta patrona del comune, dopo che la peste del 1624 aveva desolato la Sicilia e ridotto la popolazione del paese. La chiesa, che fu di diritto patronato, cioè legata ai marchesi di Favara che la dotarono di un beneficio il 17 febbraio 1627, ha subito diversi interventi di restauro nel corso dei secoli, di cui uno alla fine del Settecento e l'altro nel 1849.

## Interno
La volta, crollata nel dicembre del 1977, a causa di piogge torrenziali e ovviamente a causa dello stato di degrado in cui versava, è stata rifatta in stile. Le lesene con i relativi capitelli delle arcate laterali, sono state abbattute e ricostruite nelle forme originarie a seguito di preventivi calchi. Le basi stesse delle lesene sono state rivestite da uno zoccolo di mattoni rossi, estraneo alla primitiva chiesa. Infine il presbiterio, che è l'unica parte che presenta ancora le originarie decorazioni del 1849.

## Esterno

La facciata della chiesa nel XX secolo

Il campanile della chiesa nel XX secolo

Alla fine del XVIII secolo risale l'intonaco che riveste esternamente la parete dell'abside, dove si trova un'epigrafe che porta la data del 1797, quando la chiesa era retta dal sac. Pasquale Mulè, mentre al 1849 si devono riferire gli stucchi neoclassici presenti all'interno. L'attuale porta di legno, opera del maestro G. Lentini, risale al 1850.
Il campanile, che si vede sul fronte principale, è della prima metà di questo secolo, mentre la cornice in gesso, della grande finestra rettangolare, sempre del fronte principale, è stata eseguita durante i recenti lavori, che hanno stravolto l'interno della chiesa.